# Año de los tres papas
Un año de los tres papas es un año en el que el Colegio Cardenalicio de la Iglesia católica debe elegir dos nuevos papas dentro del mismo año natural. Un año así ocurre generalmente cuando un papa recién elegido muere o renuncia muy temprano en su papado. Esto da como resultado que la Iglesia católica sea dirigida por tres papas diferentes durante el mismo año. En un caso, en 1276, hubo un año de cuatro papas.

## Instancias
El año más reciente de tres papas fue 1978. Los tres papas implicados fueron:
1. Pablo VI, elegido el 21 de junio de 1963 y fallecido el 6 de agosto de 1978.
2. Juan Pablo I, elegido el 26 de agosto de 1978 y fallecido treinta y tres días después, el 28 de septiembre de 1978.
3. Juan Pablo II, elegido el 16 de octubre de 1978 y que ejerció el cargo hasta su muerte, 26 años, 5 meses y 18 días después, el 2 de abril de 2005.

Ha habido doce casos en los que exactamente tres papas han ocupado el cargo en un año calendario determinado. Los años en los que la Iglesia católica fue dirigida por tres papas diferentes incluyen:
- 827: Eugenio II[2] — Valentín[3] — Gregorio IV[4] (Valentín fue Papa sólo durante 41 días cuando murió).
- 896: Formoso[5] — Bonifacio VI[6] — Esteban VI[7] (después de un pontificado de quince días, algunos dicen que Bonifacio murió de gota o fue expulsado por la fuerza).
- 897: Esteban VI[7] — Romano[8] — Teodoro II[9] (el pontificado de Romano terminó cuando fue depuesto y confinado a un monasterio).
- 964: León VIII[10] — Benedicto V[11] — Juan XIII[12] (primero fue derrocado León, luego fue derrocado el propio Benedicto).
- 1003: Silvestre II[13] — Juan XVII[14] — Juan XVIII[15] (Juan XVII murió menos de seis meses después de asumir el cargo).
- 1045: Silvestre III[a] — Benedicto IX (segundo reinado)[16] — Gregorio VI[17][a] (Benedicto dimitió a cambio de dinero).
- 1187: Urbano III[18] — Gregorio VIII[19] — Clemente III[20] (Gregorio VIII murió después de 57 días en el cargo).
- 1503: Alejandro VI[21] — Pío III[22] — Julio II[23] (Pío III murió después de 26 días en el cargo).
- 1555: Julio III[24] — Marcelo II[25] — Paulo IV [26] (Marcelo murió después de 22 días en el cargo)
- 1590: Sixto V[27] — Urbano VII[28] — Gregorio XIV[29] (Urbano murió después de 12 días en el cargo, lo que lo convirtió en el papa con el mandato más corto).
- 1605: Clemente VIII[30] — León XI[31] — Paulo V[32] (León murió después de 27 días en el cargo).
- 1978: Pablo VI — Juan Pablo I — Juan Pablo II  (Juan Pablo I murió después de 33 días en el cargo).

También hubo un año en el que la Iglesia católica fue dirigida por cuatro papas, llamado el año de los cuatro papas:
- 1276: Gregorio X[33] — Inocencio V[34] — Adriano V[35] — Juan XXI[36] (Inocencio muere después de cinco meses en el cargo, luego Adriano muere después de un mes).